# Límec

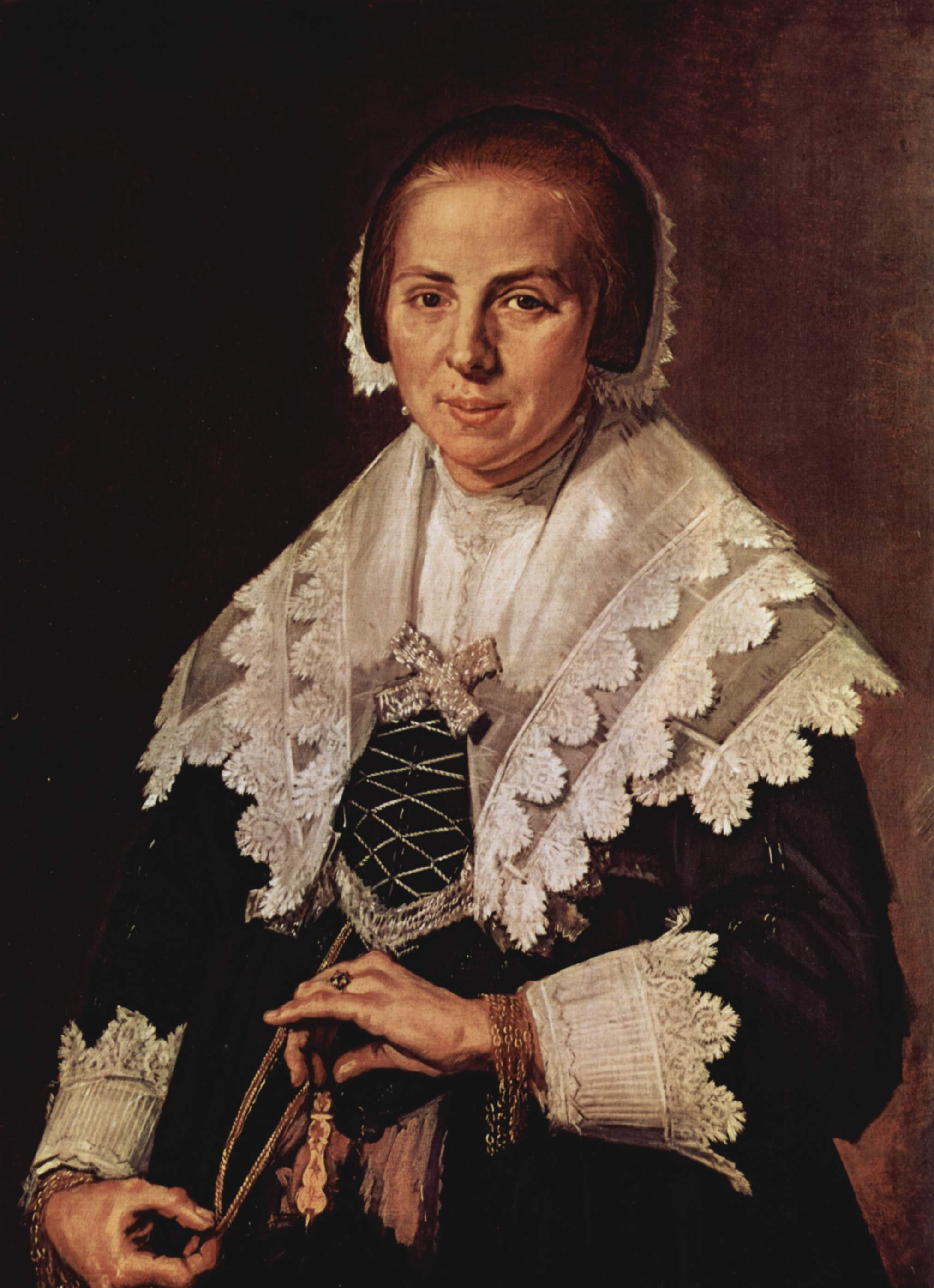
Franz Hals: Portrét stojící ženy (asi 1643) – ukázka krajkového límce, padajícího na ramena

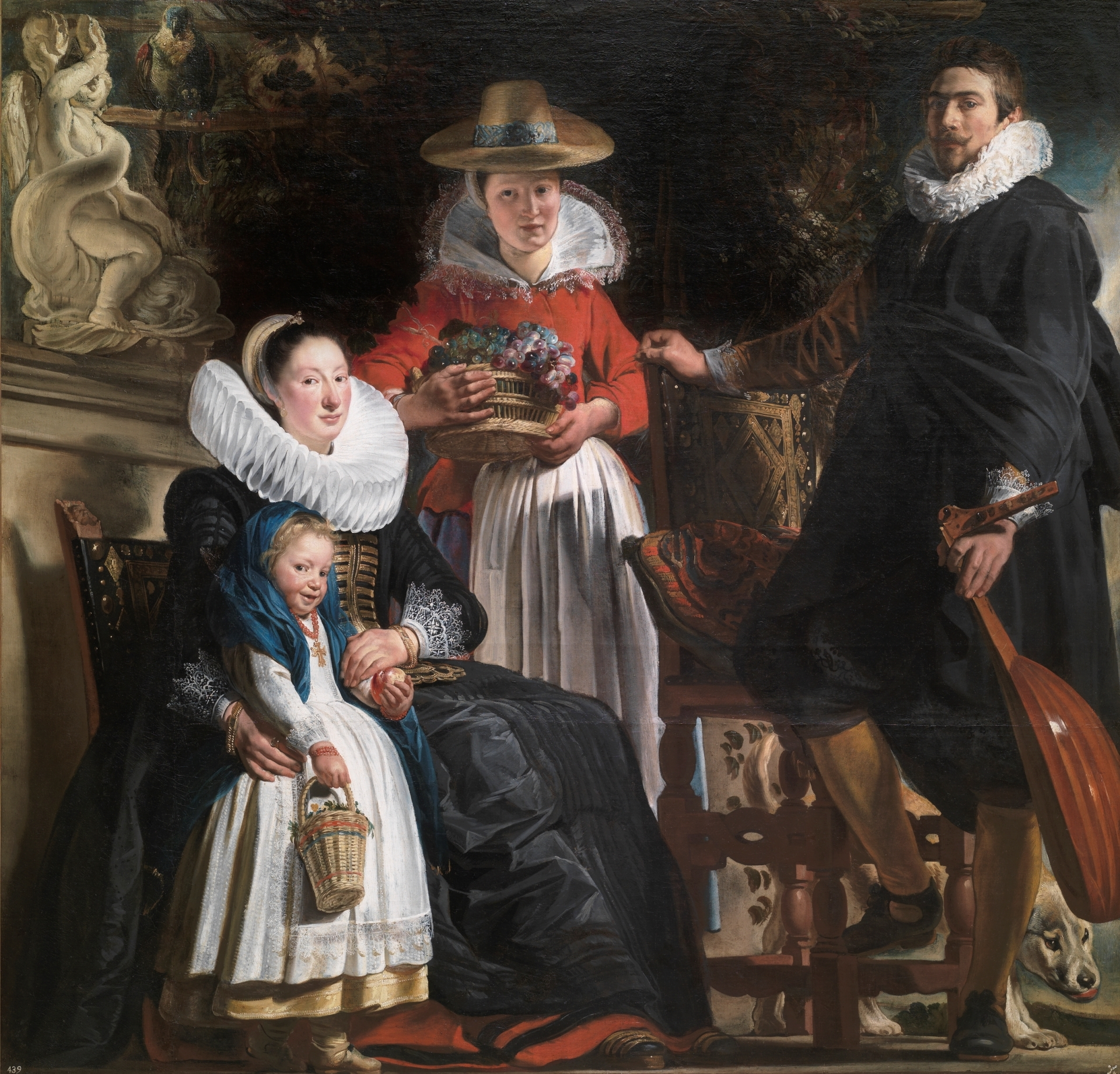
Jacob Jordaens: Rodina Jordaens v zahradě (kolem 1621) – ukázky bohatého okruží i stojatého límce

Límec je součást oděvu, která obepíná krk a je buď k oděvu přišitá, nebo umístěná samostatně. Má dvě základní funkce – jednak krk chrání, jednak zdobí; lze říci, že funkce estetická nad praktickou převažuje, a to jak v průběhu vývoje, tak v současnosti.
V průběhu vývoje oděvu se objevilo nespočet různých variant límců. Součásti oděvu připomínající límec existovaly již v starověkém Egyptě, kde se nosily samostatné šperky sloužící jako límce, ale často též přidržující oděv. Límec podobný dnešnímu se začal v Evropě vyvíjet v 14.–15. století a s téměř každou novou módní vlnou se mění. Původně sloužil k zahalení ženského dekoltu, později měl podobu pruhu vyztužené látky, který byl připojen přímo k oděvu na rameno (stojáček), kruhovitě se ovíjel okolo krku, padal na ramena, zapínal se vpředu nebo se svazoval pomocí stuhy. 16. století bylo ve znamení španělské módy s tzv. okružím – bohatě nabíraného a škrobeného krajkového límce, v němž hlava nositele vypadala jako na talíři (Král Filip IV. dokonce roku 1623 proti nošení obrovských okruží vydal zákon). V 17. století se límec díky neustálému vývoji zvětšil natolik, že přepadával přes ramena a tvořil na první pohled téměř samostatný oděv.
Přese všechny změny zůstává límec součástí našeho oděvu dodnes.
Zvláštním typem límce je kolárkový límec, který nosí křesťanští duchovní. U protestantů bývá doplněn ještě tzv. tabulkami. V anglosaských zemích pak soudci doplňují límec fiží.